# ژیلبر شاپرون
ژیلبر شاپرون (فرانسوی: Gilbert Chapron‎; ۷ اکتبر ۱۹۳۳ – ۵ سپتامبر ۲۰۱۶) بوکسور اهل فرانسه بود.